# Zoomland
Zoomland is een landgoed en natuurgebied ten oosten van Bergen op Zoom. Het is 308 ha groot en eigendom van Stichting Brabants Landschap.
Het landgoed is ontstaan uit vier kleinere landgoederen op de Brabantse Wal, die omstreeks 1700 werden gesticht door Bergse notabelen. Het betrof de landgoederen: Weltevreden of Klein Gemini, Groot Gemini, Goeree of Hengstmere, en  's-Heeren Plantage. Van al deze landgoederen zijn nog overblijfselen aan te treffen in de vorm van lanen, eikenhakhout, houtwallen en grachten. Veel later is er naaldhout aangeplant.
In het bos liggen nog enkele heideveldjes, weiden en akkers. De oude laanbomen herbergen holenbroeders als boomklever en bosuil. Ook huizen er vleermuiskolonies.

## Zeezuiper
Ten oosten van de Brabantse Wal strekte zich een moeras uit. De wilhelmieten van het Mariaklooster te Huijbergen begonnen in de 13e eeuw met de vervening van dit gebied. In 1430 werd de Zoom gegraven, die diende als turfvaart. De vervening leidde tot het ontstaan van plassen. Door de zuidwestenwinden breidden deze plassen zich naar het noordoosten uit, ze bereikten in de 16e eeuw hun grootste omvang. Dit plassengebied werd de 'Zeezuiper' genoemd. De plassen dienden als drinkwatervoorziening van Bergen op Zoom. Ze konden ook worden gebruikt om het omliggende gebied bij oorlogsdreiging te inunderen, in het kader van de West-Brabantse waterlinie. De plassen bieden ruimte aan tal van vogels, zoals ooievaar, lepelaar en visarend. In omringende natte graslanden komt onder meer de wateraardbei voor. Anno 2020 verdroogt het gebied sterk, ondanks maatregelen om de natuurwaarde op peil tehouden.
Ten zuiden van de Zeezuiper ligt het Keutelmeer. Tussen Keutelmeer en Zeezuiper werden poelen aangelegd. Alpenwatersalamander en vinpootsalamander zijn er te vinden.

## Ligging
Het gebied is in westelijke richting van de kom van Bergen op Zoom gescheiden door de Rijksweg 58. Ook ten noorden van het gebied loopt deze weg, met aan de overzijde eerst een recreatiegebied en vervolgens het landgoed Buitenlust. Naar het zuiden toe vindt men de Lievensberg en Zurenhoek. Naar het oosten toe vindt men de Zoom en landbouwgebied.

## Recreatie
Aan de Mastendreef en de Klaverveldenweg zijn parkeerplaatsen, van waaruit wandelingen starten. Het gebied is vrij toegankelijk.